# Stazione di Keisei Takasago
La stazione di Keisei Takasago (京成高砂駅?, Keisei Takasago-eki) è un'importante stazione ferroviaria della zona nord-est di Tokyo situata nel quartiere di Katsushika e servente le linee linea principale Keisei, Kanamachi e Narita Sky Access delle ferrovie Keisei, e capolinea per la linea Hokusō, gestita dalla società Ferrovia Hokusō. In questa stazione fermano tutti i treni tranne lo Skyliner per l'aeroporto di Narita.

## Linee
Ferrovie Keisei
● Linea principale Keisei
● Linea Keisei Kanamachi
■ Linea Narita Sky Access (Servizio ferroviario)
Ferrovie Hokusō
● Linea Hokusō

## Struttura
La stazione è costituita da due marciapiedi a isola per i binari 1-4, passanti in superficie, e da un marciapiede laterale con un binario su viadotto per la linea Keisei Kanamachi.
| 1-2 | ■ Linea Keisei Oshiage    | per Keisei Ueno, Oshiage, linea Asakusa e Linea principale Keikyū |
| 3-4 | ■ Linea principale Keisei | per Tsudanuma, Chiharadai e Narita                                |
| 3-4 | ● Linea Hokusō            | per Shin-Kamagaya, Chiba-Newtown-Chūō e Inba-Nihon-Idai           |
| 3-4 | ■ Linea Narita Sky Access | per Narita Aeroporto                                              |
| 5   | ● Linea Keisei Kanamachi  | per Shibamata e Kanamachi                                         |

## Stazioni adiacenti
| «                       | Servizio                | »                             |
| Linea Keisei principale | Linea Keisei principale | Linea Keisei principale       |
| Linea Narita Sky Access | Linea Narita Sky Access | Linea Narita Sky Access       |
| Linea Hokusō            | Linea Hokusō            | Linea Hokusō                  |
| ----------------------- | ----------------------- | ----------------------------- |
| Aoto                    | Locale                  | Keisei Koiwa Shin-Shibamata   |
| Aoto                    | Rapido                  | Keisei Koiwa                  |
| Capolinea               | Espresso                | Shin-Shibamata                |
| Aoto                    | Espresso pendolari      | Keisei Yawata                 |
| Aoto                    | Espresso limitato rosso | Keisei Yawata Higashi-Matsudo |
| Aoto                    | Espresso limitato verde | Keisei Yawata                 |
| Aoto                    | Access Express          | Higashi-Matsudo               |
| Linea Keisei Kanamachi  |                         |                               |
| Capolinea               | Locale                  | Shibamata                     |